# Перл, Дэниэл (кинооператор)
Дэ́ниэл Ка́рлтон Перл (англ. Daniel Carlton Pearl; род. 1951, Бронкс, Нью-Йорк) — американский кинооператор, известный по своим фильмам «Техасская резня бензопилой» (1974); «Чужие против Хищника: Реквием» (2007); «Пятница, 13-е» (2009); «Мама и папа» (2017) и другим.
Перл является почётным членом Американского общества кинооператоров.

## Биография
Перл родился в 1951 году в Бронксе в Нью-Йорке, США.
В определённый период своей жизни Перл обучался в техасском университете в Остине и получил степень магистра. Там же он познакомился с начинающим кинорежиссёром Тоубом Хупером. Спустя некоторое время после этого, в 1974 году, Перл и Хупер объединились для создания фильма ужасов «Техасская резня бензопилой», в котором Хупер стал режиссёром, а Перл — оператором. Чуть позже Хупер объяснил свой выбор оператора тем, что, по его мнению, этот фильм должен был снимать «истинный  техасец», коим и являлся Перл.
В 1987 году Перл был назначен оператором фильма ужасов «Жребий Салема 2: Возвращение в Салем» режиссёра Ларри Коэна, который основан на романе писателя Стивена Кинга «Жребий».
В 2003 году Перл выступил оператором фильма «Техасская резня бензопилой» режиссёра Маркуса Ниспеля, ремейка оригинального фильма 1974 года.
В 2007 году Перл и Ниспель снова объединились для съёмок триллера «Следопыт», который провалился в прокате и был негативно встречен критиками и зрителями.
В том же 2007 году Перл выступил оператором научно-фантастического фильма ужасов «Чужие против Хищника: Реквием» режиссёров братьев Штраусов.
В 2009 году Перл стал оператором ещё одного фильма Ниспеля — «Пятница, 13-е», ремейка одноимённого фильма 1980 года, который стал успешен в прокате .
В последующие годы Перл продолжил свою карьеру оператора, сняв такие фильмы, как «Никто не выжил» (2012); «Кукла» (2016); «Мама и папа» (2017) и «Незваный гость» (2019).

## Фильмография
| Год  |    | Русское название                     | Оригинальное название               | Роль     |
| ---- | -- | ------------------------------------ | ----------------------------------- | -------- |
| 1974 | ф  | Техасская резня бензопилой           | The Texas Chain Saw Massacre        | оператор |
| 1978 | ф  | Сказки                               | Fairy Tales                         | оператор |
| 1978 | ф  | Пятый этаж                           | The Fifth Floor                     | оператор |
| 1979 | ф  | Она пришла в долину                  | She Came to the Valley              | оператор |
| 1979 | ф  | Место рождения — США                 | Hometown U.S.A.                     | оператор |
| 1980 | ф  | Пропащие                             | Getting Wasted                      | оператор |
| 1980 | ф  | Возвращение                          | The Return                          | оператор |
| 1981 | ф  | Восход полной луны                   | Full Moon High                      | оператор |
| 1982 | ф  | Старьевщик                           | The Junkman                         | оператор |
| 1982 | ф  | Влипли!                              | Zapped!                             | оператор |
| 1987 | ф  | Оно живо 3: Остров живых             | It's Alive III: Island of the Alive | оператор |
| 1987 | ф  | Жребий Салема 2: Возвращение в Салем | A Return to Salem's Lot             | оператор |
| 1987 | ф  | Амазонки на Луне                     | Amazon Women on the Moon            | оператор |
| 1987 | ф  | Смертельная иллюзия                  | Deadly Illusion                     | оператор |
| 1987 | ф  | Игра в прятки                        | Hiding Out                          | оператор |
| 2003 | ф  | Техасская резня бензопилой           | The Texas Chainsaw Massacre         | оператор |
| 2004 | тф | Новый Франкенштейн                   | Frankenstein                        | оператор |
| 2007 | ф  | Следопыт                             | Pathfinder                          | оператор |
| 2007 | ф  | Похищение                            | Captivity                           | оператор |
| 2007 | ф  | Чужие против Хищника: Реквием        | Aliens vs. Predator: Requiem        | оператор |
| 2009 | ф  | Пятница, 13-е                        | Friday The 13th                     | оператор |
| 2012 | ф  | Эффект Обамы                         | The Obama Effect                    | оператор |
| 2012 | ф  | Явление                              | The Apparition                      | оператор |
| 2012 | ф  | Никто не выжил                       | No One Lives                        | оператор |
| 2012 | с  | Великие представления                | Great Performances                  | оператор |
| 2016 | ф  | Кукла                                | The Boy                             | оператор |
| 2017 | ф  | Мама и папа                          | Mom and Dad                         | оператор |
| 2019 | ф  | Незваный гость                       | The Intruder                        | оператор |